# Fight Song
"Fight Song" é uma canção da cantora e compositora norte-americana Rachel Platten, gravada para seu extended play de estreia Fight Song e seu terceiro álbum de estúdio intitulado Wildfire (2016). Foi composta por Platten juntamente de Dave Bassett, enquanto sua produção ficou a cargo de Jon Levine. Foi lançada em 19 de fevereiro de 2015 pela Columbia Records como o primeiro single dos trabalhos. Após o lançamento, a canção entrou no Top 10 da Austrália e Nova Zelândia e no Top 20 dos Estados Unidos e Canadá. A canção fez bastante sucesso inclusive fora dos Estados Unidos, sendo que no Brasil compôs a trilha sonora da novela Totalmente Demais (exibida em 2016). Entre o meio e o fim de 2015 ˜Fight Song" foi exaustivamente reproduzida nas principais rádios norte-americanas, aparecendo na posição 10 no chart Songs Of The Summer (5 de setembro de 2015).

## Uso na mídia
A canção foi usada no episódio natalino da quinta temporada de Pretty Little Liars, além de ter sido usada nos promos na quarta temporada de Revenge na Seven Network da Austrália. Ela lançou a notícia para seus fãs através de um post no Facebook que dizia: "Para cada pessoa que sempre acreditou em mim, para cada milha que eu dirigi em todo o país, você fez esse momento muito mais doce. Orgulhosa de ter acabado de assinar com a Columbia Records. Tempo de espalhar o amor." A canção também é incluida no trailer da futura série da CBS Supergirl de maio de 2015 e também é usada nos comerciais dos carros da Ford. Foi trilha sonora da telenovela Totalmente Demais da Rede Globo.

## Performances

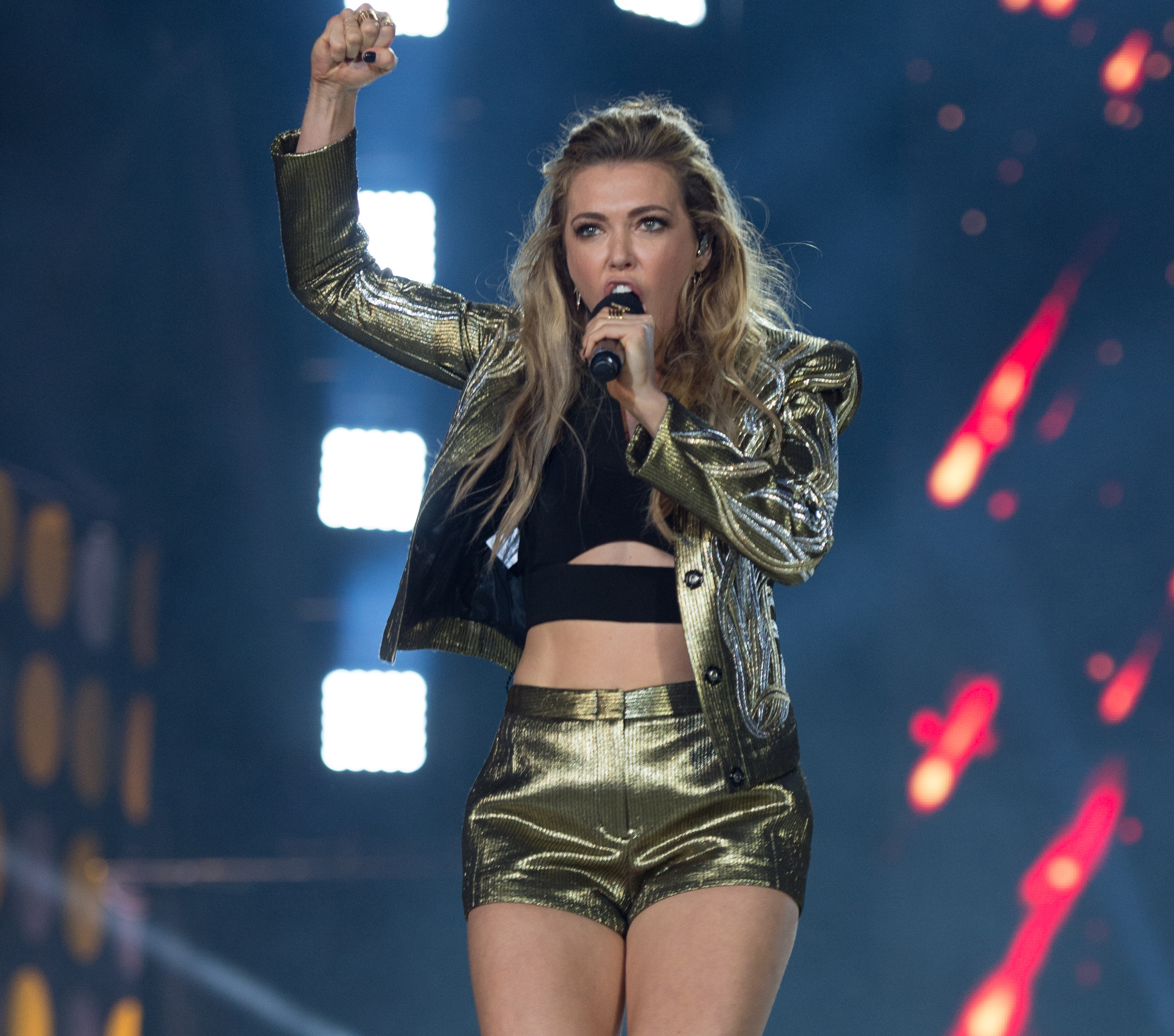
Platten apresentando "Fight Song" no encerramento do Invictus Games, em maio de 2016.

Em 14 de maio de 2015, Platten fez sua estreia na televisão no Good Morning America, onde apresentou a canção. Em 13 de junho, Platten foi convidada por Taylor Swift para apresentar a canção durante um concerto da 1989 World Tour na Filadélfia. Em 15 de maio de 2016, a canção integrou a apresentação de Platten na cerimônia de encerramento do evento esportivo Invictus Games.

## Vídeo musical
O vídeo musical da canção foi lançado em 19 de maio de 2015 e foi dirigido por James Lees.

## Lista de faixas
- Download digital[9]

1. "Fight Song" — 3:22
2. "Lone Ranger" — 3:07

- Extended play[10]

1. "Fight Song" – 3:22
2. "Lone Ranger" – 3:07
3. "Beating Me Up" – 3:11
4. "Congratulations" – 3:45

## Desempenho nas tabelas musicais

### Posições
| Tabela musical (2015−16)           | Melhor posição |
| ---------------------------------- | -------------- |
| Alemanha (Official German Charts)  | 1              |
| Austrália (ARIA)                   | 1              |
| Áustria (Ö3 Austria Top 40)        | 1              |
| Bélgica (Ultratop 50 Flanders)     | 1              |
| Bélgica (Ultratip Wallonia)        | 1              |
| Brasil (ZERO Top 50)               | 1              |
| Canadá (Canadian Hot 100)          | 1              |
| Canadá AC (Billboard)              | 1              |
| Canadá CHR/Top 40 (Billboard)      | 1              |
| Canadá Hot AC (Billboard)          | 3              |
| Escócia (OCC)                      | 1              |
| Eslováquia (Rádio Top 100)         | 1              |
| Eslováquia (Singles Digitál)       | 35             |
| Espanha (PROMUSICAE)               | 36             |
| EUA Adult Contemporary (Billboard) | 1              |
| EUA Adult Top 40 (Billboard)       | 1              |
| EUA Billboard Hot 100              | 1              |
| EUA Mainstream Top 40 (Billboard)  | 1              |
| Europa (Euro Digital Songs)        | 4              |
| França (SNEP)                      | 89             |
| Irlanda (IRMA)                     | 6              |
| Itália (FIMI)                      | 3              |
| Japão Hot 100 (Billboard)          | 9              |
| Japão Hot Overseas (Billboard)     | 1              |
| Japão Radio Songs (Billboard)      | 1              |
| Nova Zelândia (RMNZ)               | 8              |
| Países Baixos (Single Top 100)     | 75             |
| Polônia (Polish Airplay New)       | 1              |
| Polônia (Polish Airplay Top 100)   | 10             |
| Reino Unido (OCC)                  | 1              |
| República Tcheca (Rádio Top 100)   | 20             |
| República Tcheca (Singles Digitál) | 19             |
| Suécia (Sverigetopplistan)         | 56             |
| Suíça (Schweizer Hitparade)        | 38             |

## Certificações
| Região                                                                      | Certificação | Certified units/Sales |
| --------------------------------------------------------------------------- | ------------ | --------------------- |
| Africa do Sul (RISA)                                                        | Platina      | 15,000^               |
| Austrália (ARIA)                                                            | 4× Platina   | 280,000^              |
| Canadá (MC)                                                                 | 3× Platina   | 300,000^              |
| EUA (RIAA)                                                                  | 6× Platina   | 6,000,000^            |
| Nova Zelândia (RMNZ)                                                        | Platina      | 156,000^              |
| Polônia (ZPAV)                                                              | 2× Platina   | 40,000*               |
| Reino Unido (BPI)                                                           | 9× Platina   | 2,600,000‡            |
| Suécia (GLF)                                                                | Ouro         | 200,000^              |
| ^apenas com base na certificação ‡vendas+streaming com base na certificação |              |                       |